# في الإيداع
في الإيداع في الاقتصاد (بالإنجليزية:under bond ) تستعمل العبارة لوصف بضائع مودعة أو مخزونة في مستودع للحكومة ، أو مستودع مرخص له من قبل الحكومة ، إلى حين دفع الرسوم الجمركية أو رسوم الإنتاج عنها.
ويمكن أيداع البضائع المستوردة على هذا النحو إلى أن يعاد تصديرها أو يفسح عنها بعد دفع الرسوم المستحقة عليها. كذلك تودع المشروبات الروحية على هذا النحو بعد صنعها إلى أن يفسح عنها بعد دفع رسوم الإنتاج المفروضة عليها.

## اقرأ أيضاً
- نظارة الحسابات
- مؤجل
- مستحقات مؤجلة
- تخصيص الأموال
- حجم الأعمال (اقتصاد)